# Шехтман, Дан
Дан Ше́хтман (род. 24 января 1941, Тель-Авив) — израильский физик и химик, лауреат Нобелевской премии по химии за 2011 год «за открытие квазикристаллов».
17 января 2014 объявил о решении выставить свою кандидатуру на выборах президента Израиля 2014 года. По результатам выборов не был избран, набрав в первом круге выборов 1 голос из 120. Член НАН США (2023).

## Биография
Дан Шехтман родился в Тель-Авиве в 1941 году. Его отец, недавний репатриант Ицхак Шехтман, работал печатником в типографии. Мать, Натания Ашур, происходила из семьи первопоселенцев, покинувших Украину в 1906 году. Дед по материнской линии, Зеэв Ашур (Вольф Зейликович Поберезкин; 1883, Белая Церковь — 1956, Тель-Авив), из семьи садгорских хасидов, был активистом еврейской социал-демократической рабочей партии Поалей Цион, редактором партийной газеты на идише «Дер онфанг» (с 1908), основателем первого социалистического журнала на иврите «Ахдут» (Единство, с Ицхаком Бен-Цви и его женой Рахелью Янаит, 1910) В академии искусств Бецалель он познакомился со своей будущей женой, ученицей Бориса Шаца, художницей Шошаной Котляр. Родители Шехтмана развелись, когда он был подростком.
Рос в Рамат-Гане и Петах-Тикве. В 1966 году в Технионе получил степень бакалавра, в 1968 году — магистра, а в 1972 году — PhD. После получения степени PhD Шехтман три года изучал свойства алюминидов титана в лаборатории AFRL при авиабазе Райт-Паттерсон в штате Огайо, США. В 1975 году он устроился на факультет материаловедения в Технионе. В 1981—1983 годы Шехтман находился в творческом отпуске в Университете Джонса Хопкинса, где он совместно с институтом НИСТ занимался изучением быстроохлаждённых сплавов алюминия с переходными металлами. Результатом этих исследований стало открытие икосаэдрической фазы и последующее открытие квазипериодических кристаллов. В 1992—1994 годы Шехтман находился в творческом отпуске в НИСТе, где занимался изучением влияния дефектных структур кристаллов, выращенных методом химического осаждения из газовой фазы, на их рост и свойства. В 2004 году Шехтман устроился в Лабораторию Эймса Университета штата Айова, где ныне проводит от четырёх до пяти месяцев в году.
В 1996 году Шехтман был избран членом Израильской академии наук, в 2000 году — членом Национальной технической академии США, в 2004 году — членом Европейской академии наук.
С 2014 года возглавляет Международный научный совет Томского политехнического университета.

## Награды
- 1986 — Премия фонда Фриденберга по физике
- 1987 — Премия Джеймса Макгруди за исследования в области новых материалов
- 1990 — Ротшильдовская премия
- 1993 — Премия Вейцмана за исследования в области точных наук
- 1998 — Государственная премия Израиля по физике
- 1999 — Премия Вольфа по физике
- 2000 — Gregori Aminoff Prize
- 2000 — премия ЭМЕТ
- 2008 — Премия Европейского общества материаловедения
- 2011 — Нобелевская премия по химии
- 2012 — Серебряная медаль председателя Сената Чехии (Чехия)[15]
- 2016 — Иностранный член РАН[16]

## Хобби
Профессор Шехтман на досуге занимается изготовлением ювелирных украшений.

## Общественная деятельность
В 2016 году подписал открытое письмо нобелевских лауреатов с призывом к Greenpeace, Организации Объединённых Наций и правительствам всего мира прекратить борьбу с генетически модифицированными организмами (ГМО).

## Избранная библиография
- D. Shechtman, I. Blech, D. Gratias, J. W. Cahn. Metallic Phase with Long-Range Orientational Order and No Translational Symmetry // Physical Review Letters. — 1984. — Vol. 53. — P. 1951—1953. — статья, содержащая сообщение об открытии квазикристаллов
- D. Shechtman: Twin Determined Growth of Diamond Wafers, Materials Science and Engineering A184 (1994) 113
- D. Shechtman, D. van Heerden, D. Josell: fcc Titanium in Ti-Al Multilayers, Materials Letters 20 (1994) 329
- D. van Heerden, E. Zolotoyabko, D. Shechtman: Microstructural and Structural Characterization of Electrodeposited Cu/Ni multilayers, Materials Letters (1994)
- I. Goldfarb, E. Zolotoyabko, A. Berner, D. Shechtman: Novel Specimen Preparation Technique for the Study of Multi Component Phase Diagrams, Materials Letters 21 (1994), 149—154
- D. Josell, D. Shechtman, D. van Heerden: fcc Titanium in Ti/Ni Multilayers, Materials Letters 22 (1995), 275—279